# Straalverbindingstoren

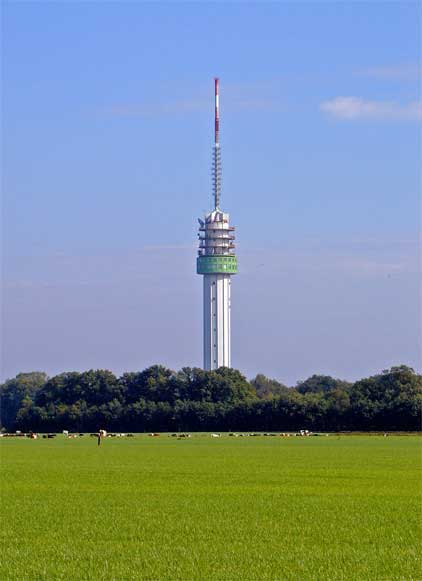
De televisietoren van Markelo

Een straalverbindingstoren is een toren die gebouwd is om via een of meerdere straalverbindingen radiosignalen door te geven aan een andere toren. Omdat ze vaak ook zijn voorzien van een zendmast met antennes voor radio- en/of televisie worden ze in de volksmond vaak een radio- of televisietoren genoemd. 
Voor een verbinding hebben de torens onderling vrij zicht nodig. Door de kromming van de aarde dienen de torens bovendien een daarop berekende hoogte te hebben zodat de straalverbinding voldoende boven het aardoppervlak blijft. 
Vanwege de nauwkeurige straalverbindingen moeten dergelijke torens stijf uitgevoerd zijn zodat de hoek van de verbinding niet te veel wijkt bij wind. In Nederland, België, Duitsland en de Scandinavische landen zijn ze meestal uitgevoerd als een betonnen ronde toren met een liftschacht; in veel andere landen wordt vaker een vakwerkconstructie gekozen.
De straalverbindingen worden gebruikt voor verbindingen tussen interlokale netwerken van telefoonmaatschappijen en het doorgeven van radio- en televisiesignalen. Sommige straalverbindingstorens zijn voorzien van een zogenoemde reportagering, een etage rondom dat in de mogelijkheid voorziet om mobiele straalverbindingen op te zetten bij evenementen vanuit een straalverbindingswagen.
Door deze verscheidenheid van mediadiensten worden deze torens ook mediatorens genoemd.

## Nederland
In Nederland is vanaf 1957 door de PTT een landelijk straalverbindingsnetwerk opgezet ten behoeve van de vaste telefonie. De eerste verbinding was die tussen Roosendaal en Goes. Daarna volgde de verbinding: Goes-Zierikzee. In 1960 werd de PTT-toren in Maastricht speciaal gebouwd voor de verbinding: Maastricht-Roermond-Mierlo-Eindhoven. In 1962 volgde de bouw van de  Teletoren te Rotterdam. Deze betonnen torens waren verbonden aan een districtscentrale om interlokaal te kunnen bellen. 
De torens werden ook gebruikt om het televisiesignaal landelijk door te geven. Hiervoor werden bij aanvang vijf straalverbindingstorens als televisietoren gebruikt namelijk de toren van Goes, Lopik, Markelo, Roermond en Smilde. De overige torens fungeerden als relaiszender. Via de torens van Roermond en Roosendaal waren ze aangesloten op het Eurovisienet van de EBU waardoor rechtstreekse Europese televisie-uitzendingen mogelijk werden. De torens hebben meerdere bordessen waarop de vaste schotels staan en een glasring voor reportages. De toren in Hilversum heeft vanwege de daar gevestigde omroepen de beschikking over drie glasringen.
Veel straalverbindingen zijn vervangen door glasvezel- of satellietverbindingen. De torens zijn echter door de Nederlandse overheid aangewezen als kritische infrastructuur voor hulpdiensten door de inzet voor crisiscommunicatie via onder meer C2000. Door de privatisering van KPN zijn ze niet meer in handen van de Nederlandse overheid. De torens zelf zijn eigendom van Cellnex, de zendmasten van Novec en de zendinstallaties en de grond van KPN.